# Borgsdorf
Borgsdorf è una frazione della città tedesca di Hohen Neuendorf, nel Brandeburgo.

## Storia
Borgsdorf fu nominata per la prima volta nel 1375.

Costituì un comune autonomo fino al 20 settembre 1993.